# Jean d'Estrées (ecclésiastique)
Ne doit pas être confondu avec Jean d'Estrées (évêque de Laon).
Pour les articles homonymes, voir Jean d'Estrées et Estrées.
Jean III d'Estrées, né en 1666 à Paris et mort le 3 mars 1718 dans la même ville, est un homme d'Église et homme politique français. Docteur en théologie (1698), il est ambassadeur au Portugal et en Espagne, membre de l'Académie française (1711), membre du Conseil des affaires étrangères (1715), archevêque de Cambrai (1716), ainsi qu'abbé de Villeneuve (1677), Préaux (1694) et Saint-Claude (1714). Ses armes étaient d'argent frette de sable de six pieces au chef d'or chargé de trois merlettes de sable..

## Biographie

### Un ecclésiastique d'une famille illustre
Issu d'une famille d'ancienne noblesse picarde, la famille d'Estrées, il est le fils du vice-amiral du Ponant, comte et maréchal Jean d’Estrées (1624-1707), neveu du cardinal César d'Estrées et frère du maréchal Victor Marie d'Estrées, cousin germain de Jean d'Estrées, évêque de Laon.
Il a été ambassadeur au Portugal, en 1692, et ambassadeur en Espagne, en 1703.
Il est abbé commendataire de l'abbaye d'Évron le 20 avril 1694, puis docteur en théologie le 15 mars 1698.
Nommé commandeur de l’ordre du Saint-Esprit le 1er janvier 1705, « ses mœurs l’avaient exclu de l’épiscopat […], il avait eu des galanteries et il était du nombre de ces abbés sur qui le roi s’était expliqué qu’il n’en élèverait aucun d’eux à l’épiscopat » nous avoue le duc de Saint-Simon.
Protecteur de l’Académie de Soissons, bibliophile éclairé dont la collection rejoindra l’abbaye de Saint-Germain-des-Prés à sa mort, il est élu membre de l'Académie française en 1711, car on recherchait un nom illustre pour faire suite à celui de Boileau.
Il est nommé conseiller d'État et archevêque de Cambrai en 1716, à la suite de la mort de Fénelon, mais il meurt avant d'être sacré.

### Un diplomate et un politique

#### Au Portugal et en Espagne
L'abbé d'Estrées est chargé en 1692 d'une première mission diplomatique visant à assurer la neutralité du Portugal pendant la guerre de la Ligue d'Augsbourg. Il est ambassadeur au Portugal de 1692 à 1697. En 1703, il rejoint son oncle le cardinal César d'Estrées en Espagne et lui succède au poste d'ambassadeur. Ce poste est important, au moment où se met en place l'administration d'inspiration française dans l'Espagne du petit-fils de Louis XIV, Philippe V. Mais l'abbé d'Estrées ne reste que peu de temps ambassadeur en Espagne : peu apprécié du roi d'Espagne et de son épouse, il est rappelé en France dès juin 1704.

#### Membre de la polysynodie
Comme son frère le maréchal d'Estrées (qui devient président du Conseil de marine), l'abbé d'Estrées est un fidèle du duc d'Orléans et un proche de Saint-Simon. Comme tel, il participe à la polysynodie mise en place par le Régent à la mort de Louis XIV, en entrant dans le Conseil des affaires étrangères. Saint-Simon réduit ce choix à une succession d'intrigues : 

« Le maréchal et l'abbé d'Estrées s'intriguoient depuis longtemps auprès de M. le Duc d'Orléans, je n'oserois ajouter auprès de moi [...]. L'abbé avait donné plusieurs mémoires historiques sur le gouvernement de l'Etat à M. le duc d'Orléans et à moi. Il parvint donc à être de ce conseil des affaires étrangères, porté par ses ambassades, par sa haine de Mme des Ursins, par les Noailles et par moi. »

En fait, il s'agit bien d'une nomination politique. La nomination au Conseil des affaires étrangères de l'abbé d'Estrées est une façon de récompenser le clan des Noailles, dont il est membre, de son soutien lors de la prise du pouvoir par le Régent. De plus, l'abbé d'Estrées peut ainsi, avec Philippe de Montboissier-Beaufort, marquis de Canillac, roué (compagnon de débauche du Régent) notoire, surveiller le président du Conseil des affaires étrangères, le maréchal d'Huxelles.

## Iconographie
Le portrait de l'abbé d'Evron a été peint par Hyacinthe Rigaud en 1699 pour 140 livres, ce qui correspond à un buste. La toile a été gravée par Jean Audran entre 1699 et 1700, bientôt suivi par Caré, Étienne Jehandiers Desrochers et Laurent Cars.